# Vila Maria (São Paulo)
Vila Maria est un district situé dans la zone nord de la ville de São Paulo. Une grande partie de l'économie du quartier provient des activités liées à la logistique et au transport de marchandises, en raison du grand nombre d'entreprises du secteur implantées dans la région. C'était le premier et principal bastion électoral de l'homme politique et ancien président de la République du Brésil, Jânio da Silva Quadros. Le quartier est également célèbre pour l'école de samba Unidos de Vila Maria et plus récemment la plus jeune école de samba du carnaval de São Paulo Acadêmicos de São Jorge. Vanguarda Paulistana - Vila Maria a également été l'un des épicentres du mouvement de renouveau musical qui a marqué les années 1980. à Sao Paulo, appelée Vanguarda Paulistana (Avant-garde Paulistana) par la journaliste et universitaire de l'USP Marilia Pacheco Fiorillo. Centré sur le théâtre Lira Paulistana, il comptait Arrigo Barnabé et Itamar Assunção parmi ses artistes les plus remarquables. L'un des pionniers du mouvement, à Vila Maria, était Dari Luzio avec son LP Bastardo, membre des Pracianos, artistes de Vila Maria qui se sont réunis sur la Praça Santo Eduardo.
Les quartiers de Vila Maria sont : Vila Maria ; Jardim Japão ; Vila Maria Alta ; Vila Maria Baixa ; Parque Vila Maria ; Parque Novo Mundo ; Jardim Andaraí ; Conjunto Promorar Vila Maria.

## Histoire
Au début du siècle dernier, la région nord de São Paulo, où se trouve aujourd'hui le quartier de Vila Maria, était formée de marais de terre noire et de prairies. Il était séparé du quartier de Belenzinho par la rivière Tietê.
Les habitants de Belenzinho et des quartiers adjacents, comme la grande majorité des habitants de São Paulo, utilisaient des véhicules à traction animale pour la locomotion et le transport. La nourriture de base de ces animaux était l'herbe. Étant donné que la région où se trouve aujourd'hui Vila Maria est une source inépuisable d'herbe, certains "marchands" ont traversé la rivière Tietê avec leurs chariots et les ont chargés de bottes d'herbe qui ont ensuite été vendues à des personnes qui avaient des animaux de trait. C'était le carburant de l'époque.
L'un des rares bâtiments qui remontent à des temps antérieurs à la formation du quartier est la chácara de Dom Pedro qui était située là où se trouve aujourd'hui la Rua Dr. Edson de Melo avec la Rua Araritaguaba, allant à la Rua Nova Prata. Aujourd'hui, en face de l'ancienne ferme, se trouve le sobrado qui servait de bureau au pilote de Formule 1, Ayrton Senna da Silva.
Une fois, dans l'un de ses discours à Vila Maria, Jânio Quadros, qui a commencé par l'indéfectible "Peuple de Vila Maria", a ajouté : "de Vila Maria Baixa, de Vila Maria Alta et, pourquoi pas, de Vila Maria do Meio" . Il y eut beaucoup de rires et d'applaudissements.
Vila Maria a été desservie pendant des années par deux lignes de tramway qui partaient de la Praça da Sé. Le numéro 34 qui est allé à Praça Santo Eduardo et le numéro 67 qui est allé à Praça Cosmorama.
Vila Maria a déjà eu plusieurs cinémas. Le cinéma Vila Maria, sur l'Avenue Guilherme Cotching avec la Rua Andaraí, Cine Centenário sur la partie médiane de la même avenue, Cine Candelária, sur la même avenue avec la Rua da Gávea et Cine Singapore sur l'Avenue Alberto Byington.
Au moment de l'inauguration de l'autoroute Presidente Dutra, c'était une distraction pour les habitants de la partie supérieure de Vila Maria, qui avaient une vue sur l'autoroute, de continuer à compter les quelques voitures qui la parcouraient. Ils ont placé des paris sur la direction dans laquelle plus de véhicules passeraient.

## Districts et municipalités limitrophes
- Guarulhos (Nord-Est)
- Vila Medeiros (Nord)
- Vila Guilherme (Ouest)
- Penha (Est)
- Tatuapé (Sud)
- Belém (Sud-Ouest)